# Kügelgenhaus – Museum der Dresdner Romantik

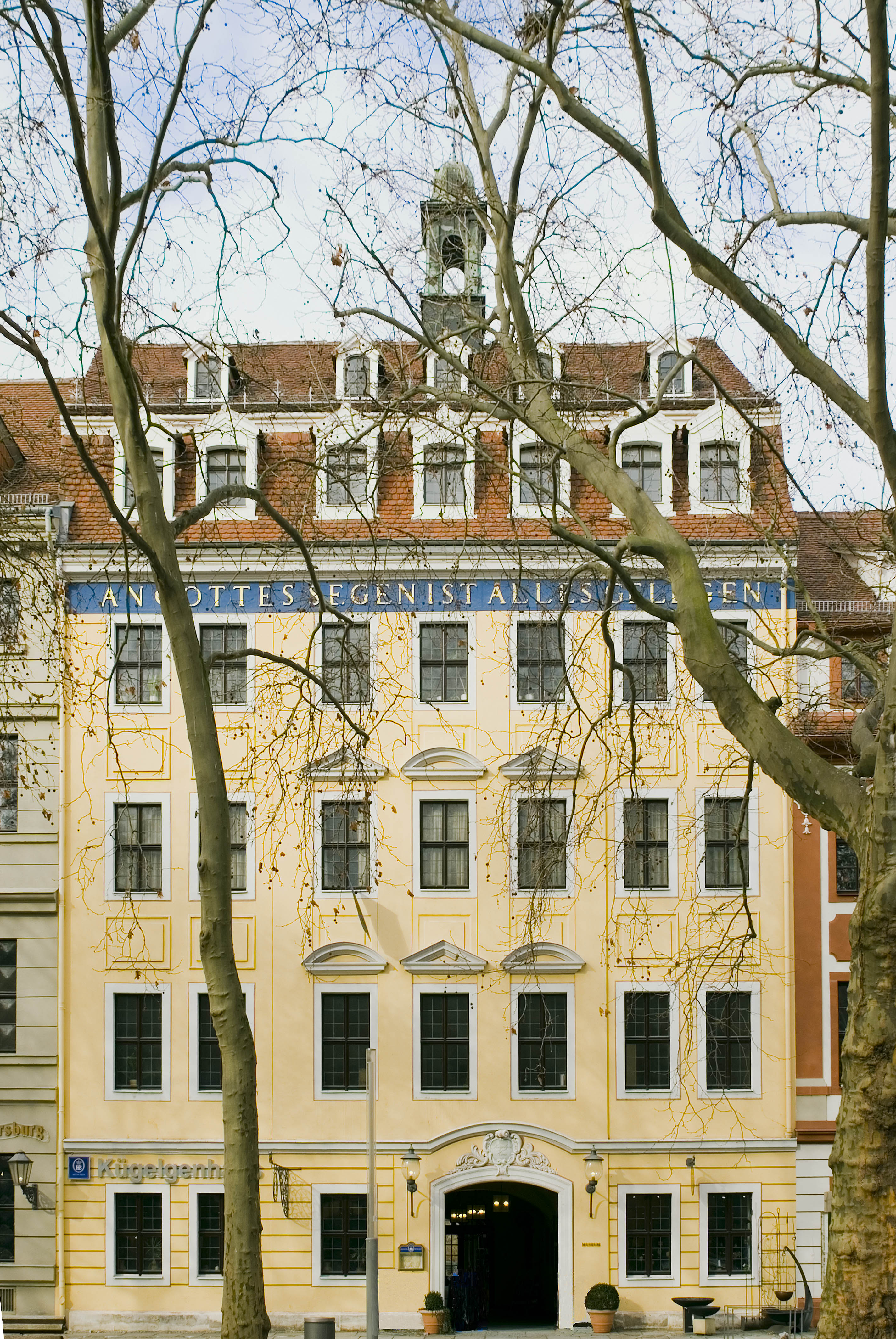
Kügelgenhaus

Kügelgenhaus – Museum der Dresdner Romantik lautet die offizielle Bezeichnung eines Kunst-, Literatur- und Musikmuseums in Dresden in der Inneren Neustadt. Das 1981 eröffnete Museum befindet sich in der ehemaligen Wohnung des Malers Gerhard von Kügelgen und ist Künstlern aus der Epoche der Romantik und deren Werken gewidmet. Es gehört zu den Museen der Stadt Dresden und ist auch unter seinem früheren Namen Museum zur Dresdner Frühromantik bekannt.

## Gebäude

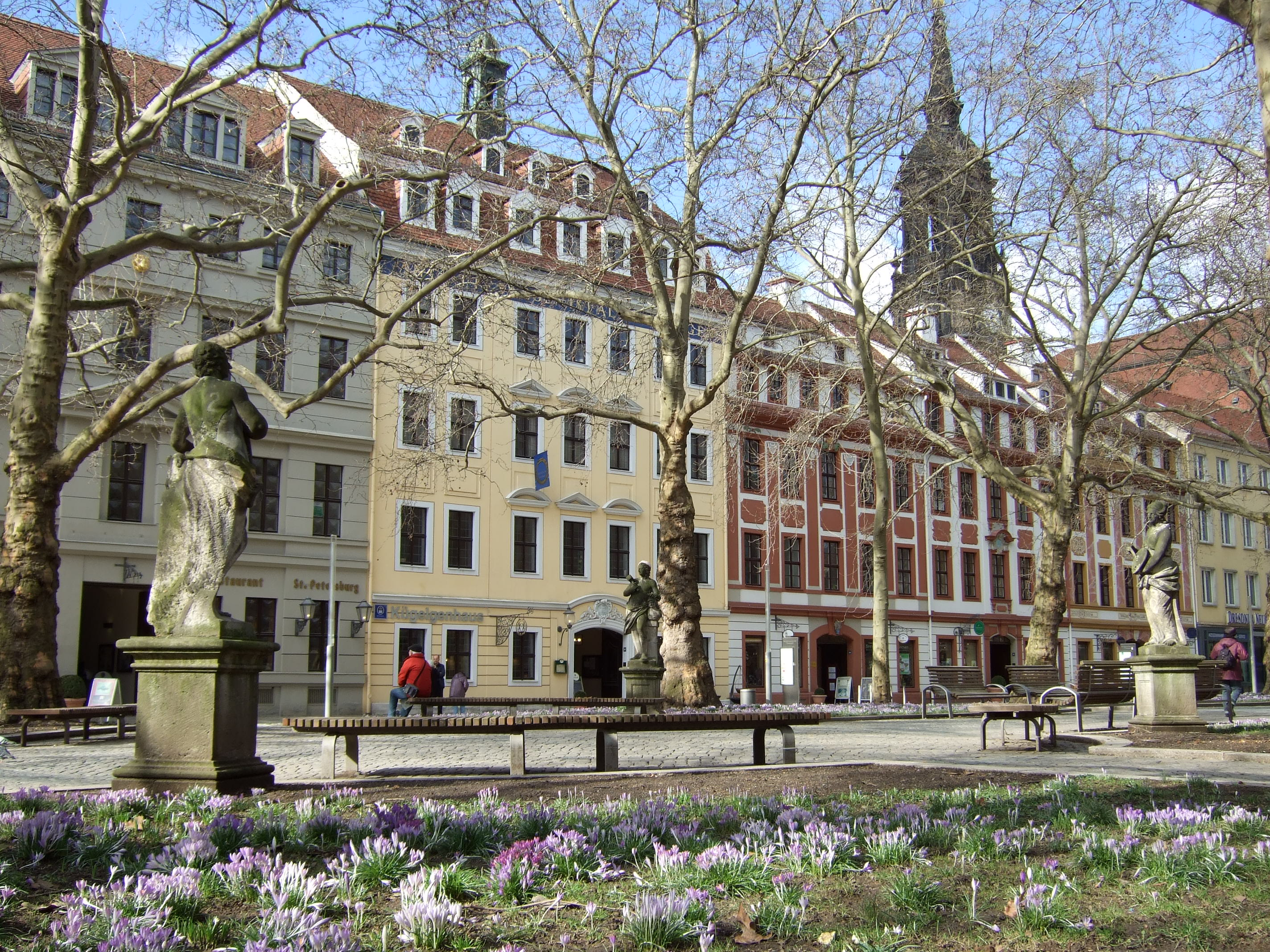
Hauptstraße mit Kügelgenhaus 2011, im Hintergrund der Turm der Dreikönigskirche

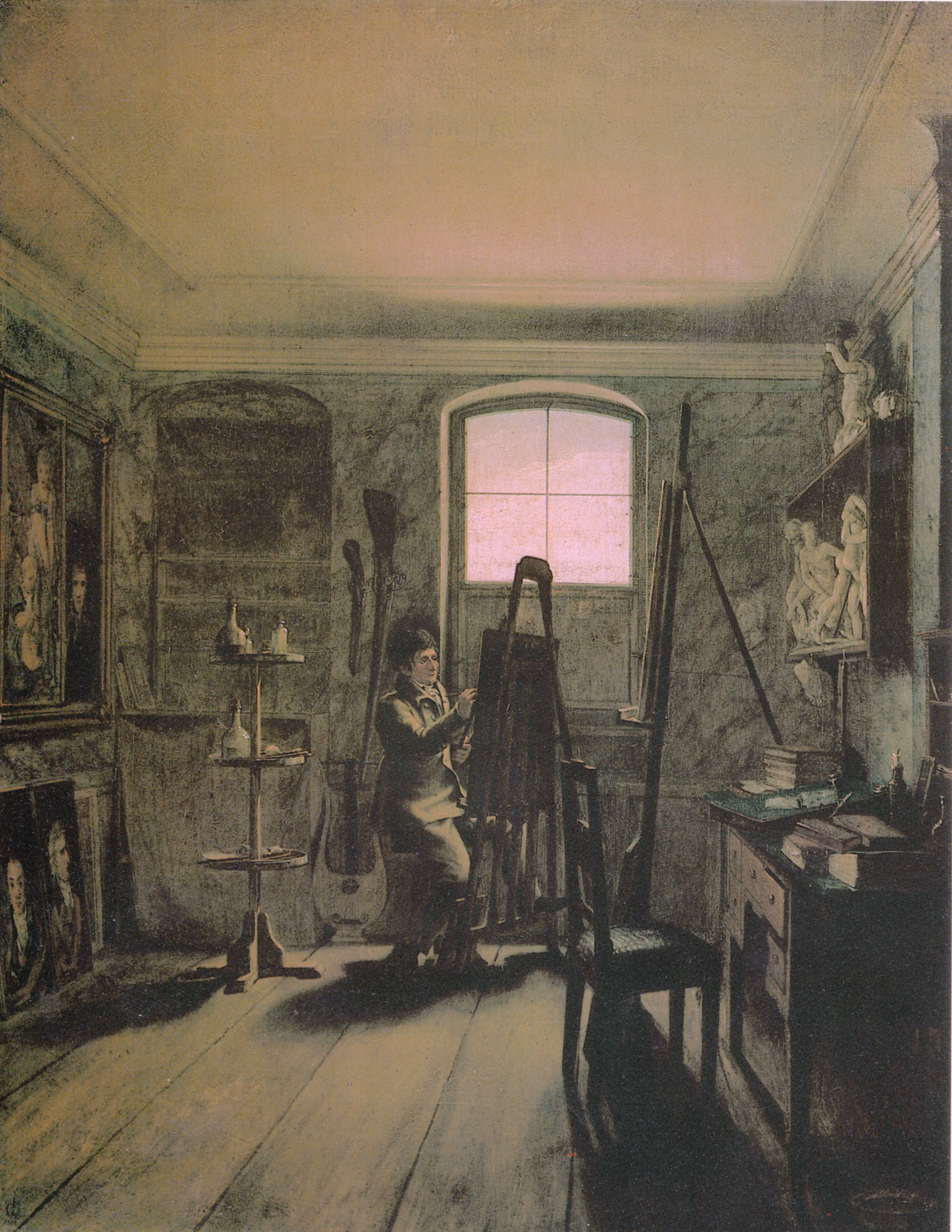
Georg Friedrich Kerstings Gemälde „Atelier des Malers Gerhard von Kügelgen“ diente als Vorlage zur originalgetreuen Nachgestaltung der Atelierräume Kügelgens für die heutige Ausstellung.

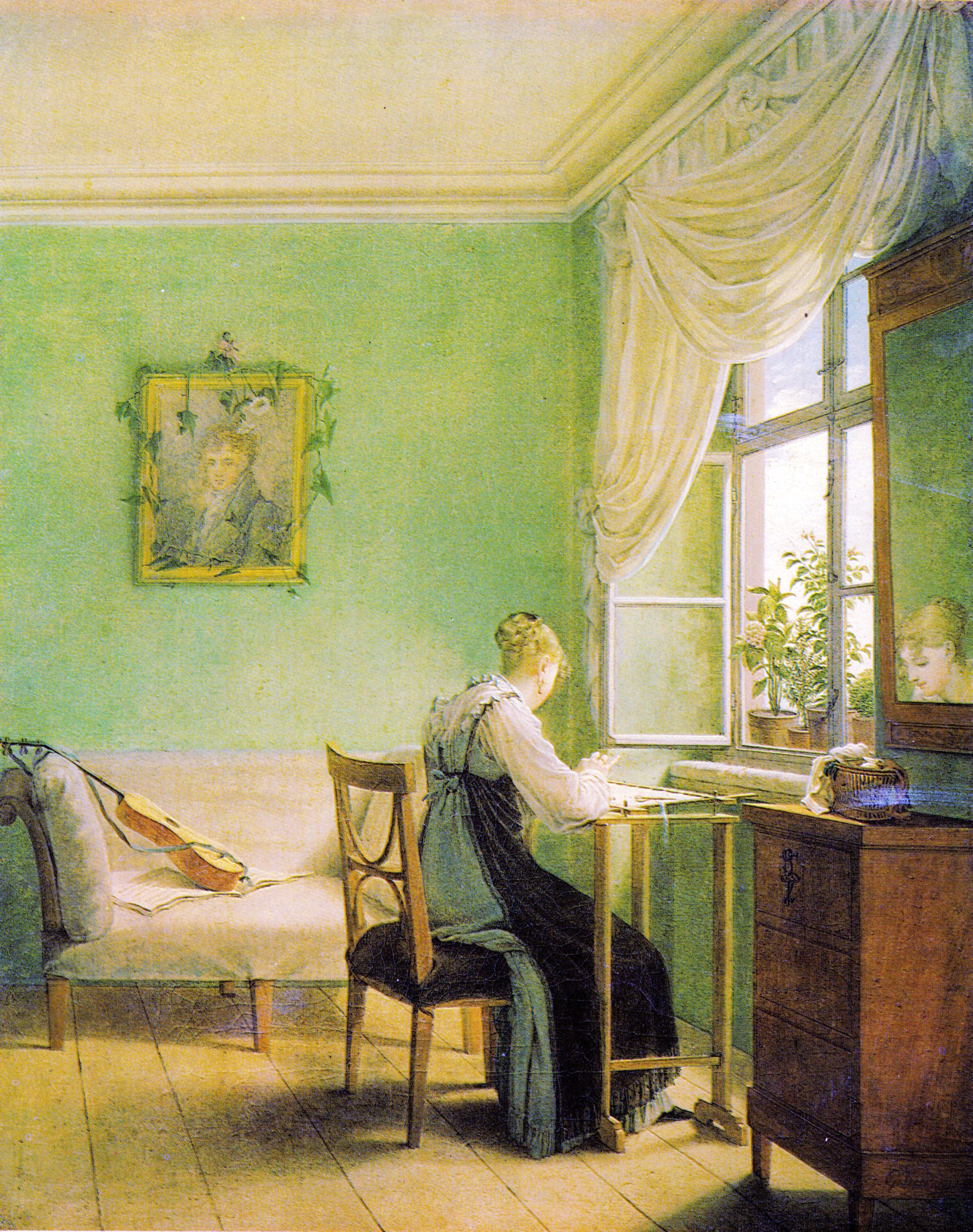
Das Gemälde „Die Stickerin“ von Georg Friedrich Kersting zeigt Louise Seidler in einem der heutigen Ausstellungsräume.

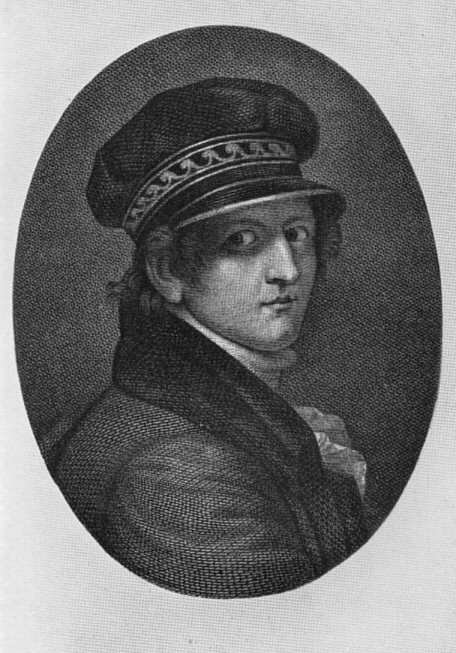
Gerhard von Kügelgen

Das Museum befindet sich im sogenannten Kügelgenhaus an der Hauptstraße 13 im Stadtteil Innere Neustadt im Zentrum. Dabei ist es in den Räumen der ehemaligen Wohnung Gerhard von Kügelgens und seiner Familie (u. a. der durch seine Erinnerungen und auch als Maler bekannte Sohn Wilhelm von Kügelgen) im zweiten Stockwerk dieses Gebäudes untergebracht. Das Kügelgenhaus liegt in der Nachbarschaft der Dreikönigskirche und wurde 1697 bis 1699 als dreigeschossiges Gebäude im Stil des Dresdner Barock errichtet, später aufgestockt und mit einem Türmchen versehen. Damit fügt es sich in die Umgebung mit ihren barocken Bürgerhäusern ein, die für das Gebiet der benachbarten Königstraße ortstypisch sind.
Unmittelbar unterhalb der Dachtraufe erstreckt sich über die gesamte Breite der Hauptfassade der Wahlspruch: „AN GOTTES SEGEN IST ALLES GELEGEN“. In früherer Zeit, etwa ab 1730, wurde das ehemalige Wohngebäude deshalb als „Haus Gottessegen“ bezeichnet. Von baukünstlerischem Wert und eine besondere Sehenswürdigkeit sind die originalen Holzbalkendecken mit ihren emblematischen Malereien aus dem 17. Jahrhundert in zwei Räumen des Museums, die unter einer später eingezogenen Stuckdecke die Zeit überdauert hatten. Sie wurden bei der Renovierung des Hauses in den Jahren 1974 bis 1980 im Rahmen der Wiederbebauung des Gebietes Neustädter Markt und Hauptstraße wiedergefunden.
Weitere Dresdner Museen in der Umgebung sind das Erich Kästner Museum, das Kunsthaus Dresden sowie die Museen im Jägerhof und dem Japanischen Palais.

## Ausstellung
Die Ausstellung des Museums erstreckt sich über neun Räume. Sie thematisiert die Zeit des ausgehenden 18. bis Mitte des 19. Jahrhunderts. Dabei handelt es sich um die Romantik, die eine für Dresden bedeutsame kultur- und geistesgeschichtliche Epoche darstellt. Sie besaß eine Ausstrahlung weit über die damaligen Stadtgrenzen hinaus; mehrere bedeutende Künstler dieser Zeit wirkten damals in Dresden. Die Vorstellung ihrer Leben und Werke ist Gegenstand des Museums, das ein weites Themengebiet von der Philosophie und Literatur über die Malerei bis hin zur Musik der Romantik behandelt. Außerdem dokumentiert die Ausstellung die politische und wirtschaftliche Situation während dieser Epoche und das Wohnen in der Biedermeierzeit.
In einem der Räume wird der Kunstmäzen Christian Gottfried Körner mit dem Künstlerkreis vorgestellt, der sich um ihn bildete. Zu diesem gehörte unter anderem Friedrich Schiller. Insofern ergänzt sich der betreffende Raum thematisch mit der Ausstellung des Schillerhäuschens im Stadtteil Loschwitz. Porträts Anton Graffs runden diesen Ausstellungsbereich ab. Behandelt wird auch die mit Körner verschwägerte Malerin, Zeichnerin und Kopistin Dora Stock, deren Werke teilweise während des Zweiten Weltkriegs verlorengingen. Sie waren im ehemaligen Körnermuseum ausgestellt, das sich nur wenige 100 Meter südwestlich des Kügelgenhauses am früheren Kohlmarkt befand, und viele von ihnen verbrannten 1945 bei der Zerstörung des Museums durch die Luftangriffe auf Dresden. Ein Teil von Stocks künstlerischer und schriftlicher Hinterlassenschaft wird im Kügelgenhaus gezeigt, ein Teil des Schriftgutes befindet sich im Stadtarchiv Dresden.
Vorgestellt wird im Museum auch die Familie von Kügelgen mit ihren Gästen, zu denen unter anderem auch Johann Wolfgang von Goethe und Caspar David Friedrich zählten. Nach einem Gemälde von Georg Friedrich Kersting wurde das Atelier Gerhard von Kügelgens nachgestaltet und gehört heute zu den besonderen Attraktionen des Museums. Im einstigen Salon der Familie von Kügelgen, dem größten Raum des Museums, finden regelmäßig kleine Veranstaltungen statt.
Neben dem Leben und Werk führender Schriftsteller der Frühromantik wie Ludwig Tieck, Novalis, der Brüder Friedrich und August Wilhelm Schlegel sowie Wilhelm Heinrich Wackenroder wird auch das Schaffen der romantischen Maler Caspar David Friedrich, Philipp Otto Runge und Carl Gustav Carus im Museum dargestellt. Weitere Räume befassen sich mit dem Wirken der Komponisten E. T. A. Hoffmann, Robert Schumann und Richard Wagner in Dresden. Auch Carl Maria von Weber wird vorgestellt, obgleich ihm ebenfalls in Dresden mit dem Carl-Maria-von-Weber-Museum im Stadtteil Hosterwitz eine eigene Dauerausstellung gewidmet ist.
Seit März 2007 befindet sich im Museum eine Teilkopie der Sixtinischen Madonna von Raffael, deren Original sich in der Gemäldegalerie Alte Meister der Staatlichen Kunstsammlungen Dresden auf der anderen Elbseite befindet. Ein weiterer Bereich des Museums befasst sich mit der Geschichte des Stadtteils Innere Neustadt, der aus dem ehemals selbstständigen rechtselbischen Altendresden hervorging.
2024 besuchten 7.164 Personen die Ausstellung.

## Geschichte
Das am Ende des 17. Jahrhunderts im Barock-Stil errichtete Wohnhaus bewohnte der Maler Gerhard von Kügelgen mit seiner Familie vom Spätsommer 1808 bis zu seiner Ermordung im März 1820. Er empfing darin zahlreiche Persönlichkeiten, darunter Johann Wolfgang von Goethe. Dieser saß Kügelgen hier unter anderem für ein Porträt Modell und beobachtete am 24. April 1813 von einem Fenster der Kügelgenschen Wohnung im zweiten Stockwerk aus den Einmarsch Zar Alexanders I. von Russland und König Friedrich Wilhelms III. von Preußen in Dresden. Kügelgens Sohn, der Maler Wilhelm von Kügelgen, schilderte in seinem 1870 posthum veröffentlichten Buch Jugenderinnerungen eines Alten Mannes unter anderem das gesellige Leben seiner Familie im Kügelgenhaus, die Gäste und deren gemeinsame Erörterungen über kunsttheoretische und geschichtliche Themen.
Durch die Luftangriffe auf Dresden wurde das Gebäude 1945 leicht in Mitleidenschaft gezogen. Seine Renovierung erfolgte erst im Zuge des Wiederaufbaus der Hauptstraße Ende der 1970er Jahre. Der Dresdner Kunsthistoriker Karl-Ludwig Hoch regte 1978 die Einrichtung eines Romantik-Museums im Kügelgenhaus an, das dann im März 1981 als „Museum zur Dresdner Frühromantik“ eröffnet wurde. Die Konzeption für die Ausstellung wurde vom Kunsthistoriker und Romantik-Spezialist Hans-Joachim Neidhardt gemeinsam mit dem Lehrer und Literaturwissenschaftler Günter Klieme entwickelt. Erst später erfolgte die Umbenennung in die heutige Bezeichnung. Heute gehört es zu den Museen der Stadt Dresden.